# Ron Raines
Ron Raines (Texas City, 2 dicembre 1949) è un attore e cantante statunitense, principalmente noto per l'interpretazione di Alan Spaulding nella celebre soap Sentieri.

## Biografia
Raines debutta nel mondo dell'operetta nella produzione della New York City Opera della Vedova allegra, in cui interpreta Danilo. In seguito, lavora in altre operette, tra le quali Naughty Marietta, Rose-Marie, The Gypsy Princess, The Desert Song, The New Moon and Die Fledermaus.
Comincia a lavorare a Broadway nel 1983 nel revival del musical Show Boat (nel ruolo di "Ravenal"); nel 1987 lavora nel musical Teddy & Alice e ricopre il ruolo di "Billy Flynn" nel revival newyorkese del musical Chicago nel 2002. Lavora anche nelle produzioni di Broadway di South Pacific, Annie, Kiss Me, Kate, Can-Can, The King and I, Brigadoon, Oklahoma!, Carousel, The Pajama Game, Guys and Dolls, A Little Night Music, Kismet, Newsies e Man of La Mancha. Più di recente, ha lavorato nella produzione del Kennedy Centre e di Broadway del musical di Sondheim Follies nel ruolo di Ben Stone, con Bernadette Peters, Jan Maxwell, Danny Burstein ed Elaine Paige. Aveva già ricoperto questo ruolo nella produzione del musical alla Michigan Opera nel 1988 (con Juliet Prowse e Nancy Dussault).
Ha pubblicato due album (So In Love With Broadway e Broadway Passion).

## Filmografia
- Sentieri (Guiding Light) – soap opera, 458 episodi (1994-2009)
- Nudi e felici (Wanderlust), regia di David Wain (2012) – non accreditato
- Una vita da vivere (One Life to Live) – soap opera, 4 episodi (2013)
- Person of Interest – serie TV, 1 episodio (2013)
- Elementary – serie TV, 1 episodio (2014)
- Dating & Auditioning – serie TV, 1 episodio (2014)
- Beacon Hill – serie TV, 7 episodi (2014-2020)
- The Good Wife – serie TV, 1 episodio (2015)
- The Blacklist – serie TV, 3 episodi (2020-2021)

## Doppiatori italiani
Nelle versioni in italiano delle opere in cui ha recitato, Ron Raines è stato doppiato da:
- Franco Ferri in Sentieri
- Gerolamo Alchieri in Person of Interest
- Pierluigi Astore in The Good Wife
- Luciano De Ambrosis in The Blacklist
- Edoardo Siravo in Elementary